# 薛平南
薛平男（1945年—），字定之，晚號霞翁，館額心玉盫，臺灣高雄茄萣人，臺灣書法篆刻家。:172-174

## 生平
1945年出生於高雄縣茄萣鄉，1964年進入臺北師專體育科， 曾擔任小學體育教師，由於熱愛書法藝術，1968年考入國立藝專美工科夜間部，畢業後留校擔任助教。就學期間曾獲大專運動會十項全能運動冠軍及多次大專書法比賽冠軍。:168曾在臺灣藝專，臺灣藝術學院美術系及世新大學中文系任教，主要教授書法篆刻課程。除是一位書法篆刻家，也是一位收藏家，蒐集非常多的印石及書法作品。
書法師承李普同教授，篆刻師承王壯為教授，研究標準草書，學習過程先帖派，後碑派，其篆、隸、楷、行、草五體書法皆可純熟掌握，尤以篆書最能得心應手。書法作品有帖派的秀逸之氣，及碑派的雄健豪邁。篆刻嫻熟於漢印古璽，並「以書入印」，於雅健中見婉通。35歲時辭去藝專講師，專心從事書印創作， :176曾獲得全國美展首獎、中興文藝獎、中山文藝獎、國家文藝獎等，於國內外舉行個展10餘次。 並多次接受邀請到日本、韓國、菲律賓及北京大學講學及辦理個展。亦曾經擔任中山文藝獎、全國美展、省立美展、大墩獎、明宗獎等評審委員。薛平南除創作外也推廣藝術教育，曾擔任中國標準草書學會理事長、臺灣印社副社長、西冷印社理事、中國篆刻藝術院研究員。 :176出版書法集、篆刻集、書帖等十餘種。與華視合作錄製「書法課」教學DVD。:172
1981年，帶領學生共組「盤石書會」。2000年擇十位女弟子組成「十秀雅集」，其後又選出十名男弟子結為「十朋社」，分別成為盤石書會的次級團體；2015年另有隨從學習篆刻者創立「南風印社」，透過定期聚會，互相觀摩書藝、切磋印藝。

## 創作理念
薛平南認為藝術可貴之處在於創作，如果根柢不深，只是一味的追求新奇，或跟從所謂的「流行體」，容易迷失在書海印林之中，以致發生該何去何從的困惑。 其創作態度在於深耕經典，臨摹書帖與自行創作交互進行，同時於揮灑中，激發出創意，發展筆情墨韻。:11

## 得獎紀錄
- 1972 全國第六屆青年書畫比賽大專書法首獎。
- 1973 全國第一屆教師書法首獎。
- 1980 第九屆全國美展首獎（篆刻類）
- 1982 中興文藝獎（書法類）
- 1983 中山文藝獎（篆刻類）
- 1995 國家文藝獎（書法類）
- 2001 林宗毅博士文教基金會文化獎[13]:183

## 個展
- 1974 台北市國軍文藝中心
- 1977 台灣省立博物館（台北市）
- 1982 高雄市立圖書館
- 1983 台中市立文化中心
- 1984 日本長崎市濱屋百貨公司
- 1985 台南市永福館 台北市六六畫廊
- 1987 高雄市立社教館
- 1989 國立歷史博物館國家畫廊
- 1991 高雄市立文化中心 台北市新生畫廊
- 1995 臺北市立美術館
- 2000 臺北市鴻展藝術中心（千禧百聯展）
- 2004 國立國父紀念館中山國家畫廊（書印交輝）
- 2006 國立美術館（台中市）
- 2008 臺大八十週年慶邀請展（翰墨舞椰林）
- 2014 臺灣創價學會巡迴展（彰化、新竹、台北、高雄）
- 2020 國立國父紀念館中山國家畫廊（翰墨舞霞天）